# Martin K. Gantz
Martin Kissinger Gantz (* 28. Januar 1862 in Bethel, Miami County, Ohio; † 10. Februar 1916 in Troy, Ohio) war ein US-amerikanischer Politiker. Zwischen 1891 und 1893 vertrat er den Bundesstaat Ohio im US-Repräsentantenhaus.

## Werdegang
Martin Gantz besuchte die öffentlichen Schulen seiner Heimat und danach das Lebanon College, ebenfalls in Ohio. Nach einem anschließenden Jurastudium am Cincinnati Law College und seiner 1883 erfolgten Zulassung als Rechtsanwalt begann er in Troy in diesem Beruf zu arbeiten. Gleichzeitig schlug er als Mitglied der Demokratischen Partei eine politische Laufbahn ein. Im Jahr 1889 war er Bürgermeister von Troy. Bei den Kongresswahlen des Jahres 1890 wurde Gantz im vierten Wahlbezirk von Ohio in das US-Repräsentantenhaus in Washington, D.C. gewählt, wo er am 4. März 1891 die Nachfolge von Samuel S. Yoder antrat. Da er im Jahr 1892 nicht bestätigt wurde, konnte er bis zum 3. März 1893 nur eine Legislaturperiode im Kongress absolvieren.
Nach dem Ende seiner Zeit im US-Repräsentantenhaus praktizierte Gantz wieder als Anwalt in Troy. Im Jahr 1904 war er Staatsbeauftragter von Ohio auf der Louisiana Purchase Exposition, der Weltausstellung in St. Louis. Zwischen 1892 und 1906 nahm er als Delegierter an allen regionalen Parteitagen der Demokraten in Ohio teil. Im Juli 1908 war er Delegierter zur Democratic National Convention in Denver. In den Jahren 1914 und 1915 fungierte Gantz als Vertreter des US-Außenministeriums im Vorstand der in Nicaragua ansässigen El Banco Nacional de Nicaragua y El Ferrocarril del Pacífico de Nicaragua. Er starb am 10. Februar 1916 in Troy, wo er auch beigesetzt wurde.